# Tibellus chamberlini
Tibellus chamberlini là một loài nhện trong họ Philodromidae.
Loài này thuộc chi Tibellus. Tibellus chamberlini được Willis J. Gertsch miêu tả năm 1933.